# Mthunzi Mkhontfo
 (juin 2020).
Si vous disposez d'ouvrages ou d'articles de référence ou si vous connaissez des sites web de qualité traitant du thème abordé ici, merci de compléter l'article en donnant les références utiles à sa vérifiabilité et en les liant à la section « Notes et références ».
Mthunzi Mkhontfo, né le 28 décembre 1994 à Pigg's Peak, est un footballeur international eswatinien évoluant au poste de milieu offensif au Green Mamba Big Bend.

## Biographie
Il joue son premier match en équipe d'Eswatini le 11 novembre 2011, contre la RD Congo. Ce match perdu 1-3 rentre dans le cadre des éliminatoires du mondial 2014.
Il inscrit son premier but en équipe nationale le 10 janvier 2015, en amical contre le Burkina Faso (défaite 5-1). Il marque son deuxième but le 20 juin de la même année, contre le Lesotho, lors de la Coupe COSAFA (victoire 0-2). Il inscrit son troisième but le 9 octobre de la même année, contre Djibouti, lors des éliminatoires du mondial 2018 (large victoire 0-6).

## Palmarès
- Champion d'Eswatini en 2015 et 2016 avec le Leopards FC ; en 2019 avec le Green Mamba Big Bend
- Champion de RD Congo en 2018 avec l'AS Vita Club

## Statistiques

### Matchs en équipe nationale
Les scores et les résultats indiquent d'abord le décompte des buts d'eSwatini. 
| Non | Date            | Lieu                                                           | Adversaire   | But  | Résultat | Compétition                                    |
| --- | --------------- | -------------------------------------------------------------- | ------------ | ---- | -------- | ---------------------------------------------- |
| 1.  | 10 janvier 2015 | Mbombela Stadium, Nelspruit, Afrique du Sud                    | Burkina Faso | 1 –0 | 1-5      | Amical                                         |
| 2.  | 20 mai 2015     | Royal Bafokeng Stadium, Phokeng, Afrique du Sud                | Lesotho      | 2 –0 | 2-0      | Coupe COSAFA 2015                              |
| 3.  | 9 octobre 2015  | El Hadj Hassan Gouled Aptidon Stadium, Djibouti City, Djibouti | Djibouti     | 1 –0 | 6–0      | Qualification pour la Coupe du Monde FIFA 2018 |